# Fernando Correa (ciclista)
Fernando Correa (Aragua, 10 de febrero de 1961) es un ex-ciclista profesional venezolano.
Estuvo en competicioenes como la Vuelta al Táchira, la Vuelta a Venezuela, los Juegos Olímpicos y los Juegos Centroamericanos y del Caribe, además de estar en otras carreras nacionales.

## Palmarés
1984
- 51.º en Juegos Olímpicos de Los Ángeles 1984, Ruta, Diletantes  Estados Unidos

1986
- 1.º en XV Juegos Centroamericanos y del Caribe, Ruta  República Dominicana
- 1.º en Prólogo Vuelta al Táchira, Caracas  Venezuela

1987
- 2.º en Clasificación General Final Vuelta al Táchira  Venezuela

1990
- 1.º en Clasificación General Final Vuelta Independencia Nacional  República Dominicana

## Equipos
- 1984  Selección Nacional de Venezuela
- 1985  Harina Juana Guarico
- 1986  Selección de Carabobo
- 1987  Lotería del Táchira